# Дже-ки Сонг
Дже-ки Сонг (на корейски: 성재기, хангъл:成在基; 11 септември 1967 – 26 юли 2013) е южнокорейски активист за човешки и граждански права, либерал, основател на Асоциацията на корейския мъж.
През 1999 г. до 2013 г. води дейност срещу феминизма в Южна Корея/ През 2006 г. основава Асоциация на антифеминизма и мъжкия либерализъм, а през 2008 г. – Асоциация на корейския мъж, на която е председател до смъртта си.
На 26 юли 2013 г. се самоубива заради дълг от 200 милиона щатски долара.